# Hermann von François
Hermann Karl Bruno von François (* 31. Januar 1856 in Luxemburg; † 15. Mai 1933 in Berlin-Lichterfelde) war ein preußischer General der Infanterie im Ersten Weltkrieg.

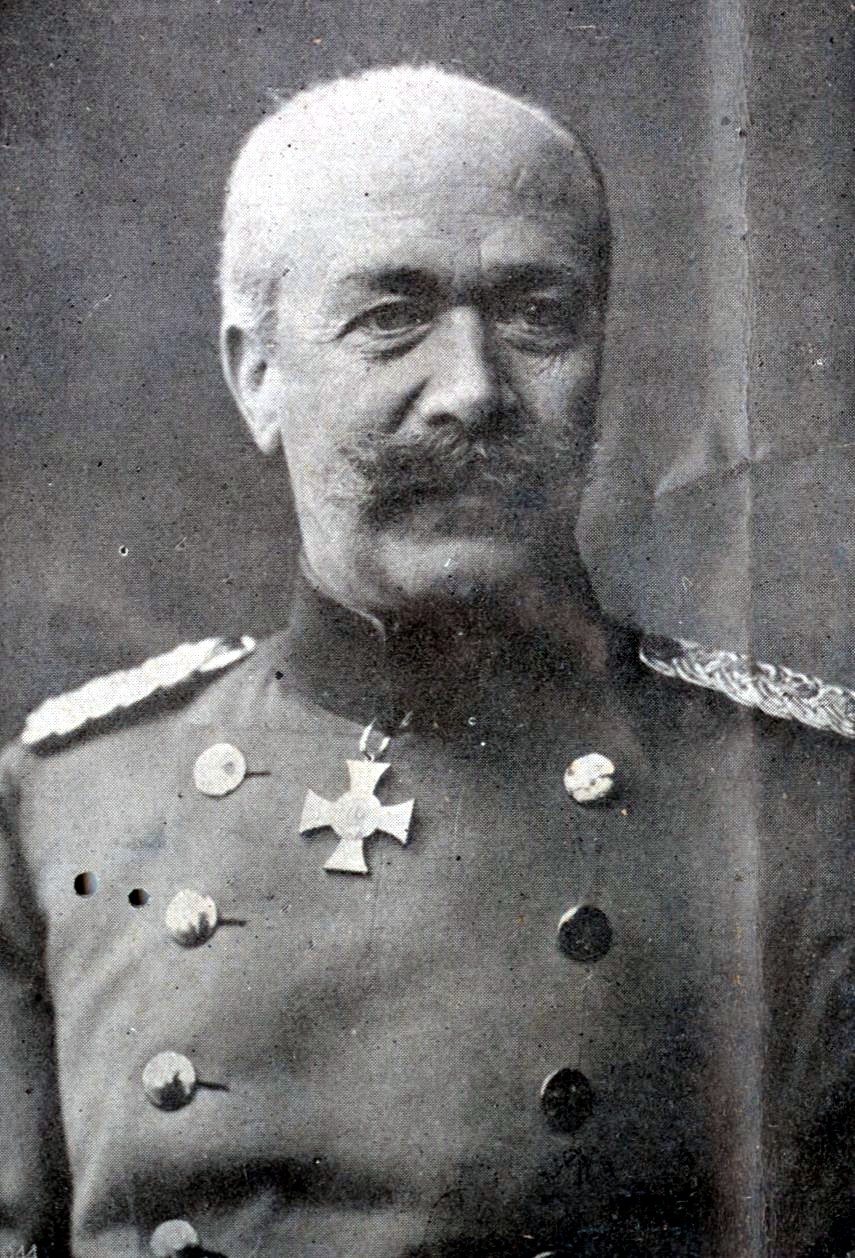
Hermann von François

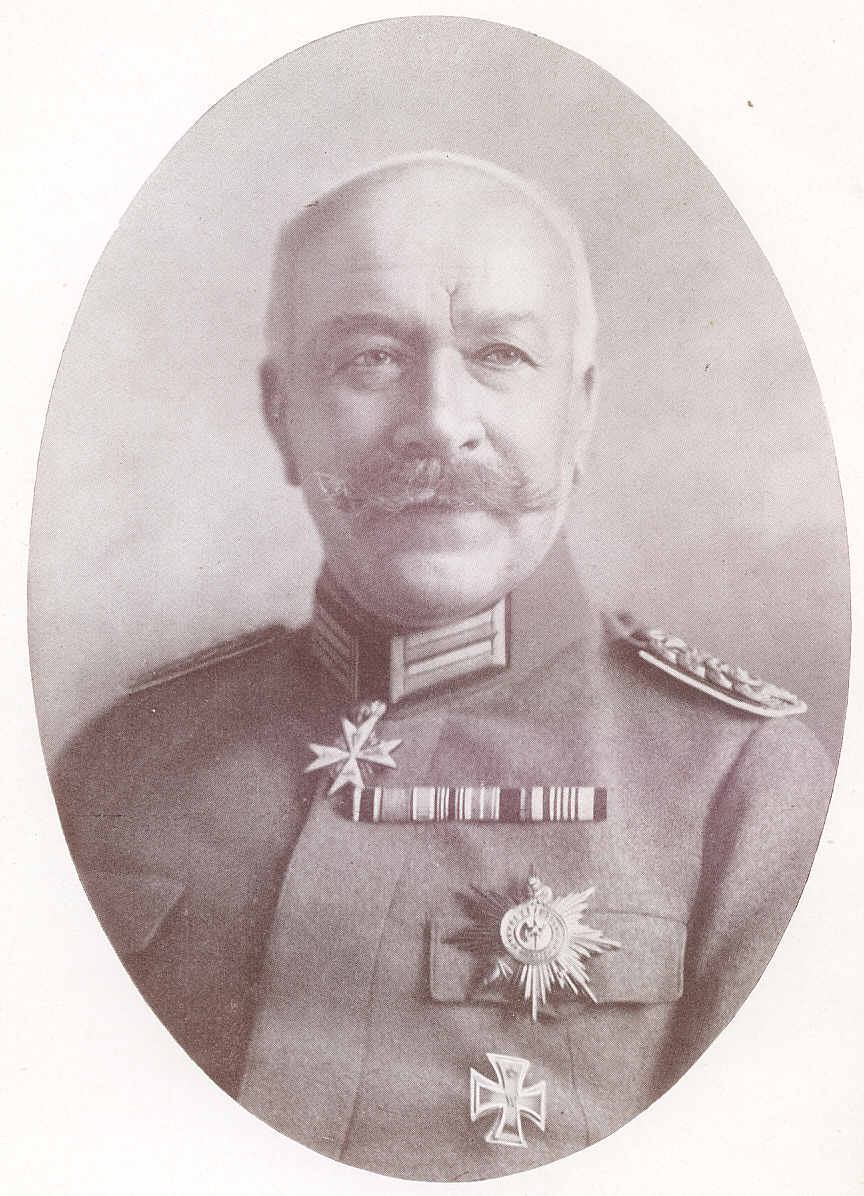
General Hermann von François

## Leben

### Herkunft
François war der Sohn des späteren preußischen Generalmajors Bruno von François (1818–1870) und dessen Ehefrau Marie Amalie Helene, geborene von Wentzel (1829–1909). Der jüngere Bruder Hugo fiel in Deutsch-Südwestafrika während der Kämpfe gegen die Herero. Der ältere Bruder Curt war führend an der Erwerbung und kartographischen Erfassung der Kolonie Deutsch-Südwestafrika beteiligt; dort war er verantwortlich für das Massaker von Hornkranz.

### Militärkarriere
François besuchte die Kadettenanstalten in Wahlstatt und Berlin. Er fungierte als Page von Kaiser Wilhelm I. und trat am 15. April 1875 als Sekondeleutnant in das 1. Garde-Regiment zu Fuß der Preußischen Armee ein. Am 1. Oktober 1884 kommandierte man ihn zur weiteren Ausbildung an die Kriegsakademie. Nach drei Jahren verließ er diese als Hauptmann im Generalstab. Als Berufssoldat durchlief François anschließend die typische Stufenleiter militärischer Kommandos. Seit 18. April 1901 war er Oberstleutnant, am 18. April 1903 wurde er Oberst und führte ab 24. August 1904 das Königin Elisabeth Garde-Grenadier-Regiment Nr. 3 in Charlottenburg. Am 18. November 1907 beauftragte man ihn mit der Führung der 49. Infanterie-Brigade (1. Großherzoglich Hessische) und ernannte François am 27. Januar 1908 mit seiner Beförderung zum Generalmajor zum Kommandeur dieses Großverbandes. Daran schloss sich mit seiner Beförderung zum Generalleutnant am 20. März 1911 seine Ernennung zum Kommandeur der 13. Division in Münster an. Am 19. August 1913 wurde er zum General der Infanterie befördert und übernahm am 1. Oktober 1913 als Kommandierender General das I. Armee-Korps in Königsberg.

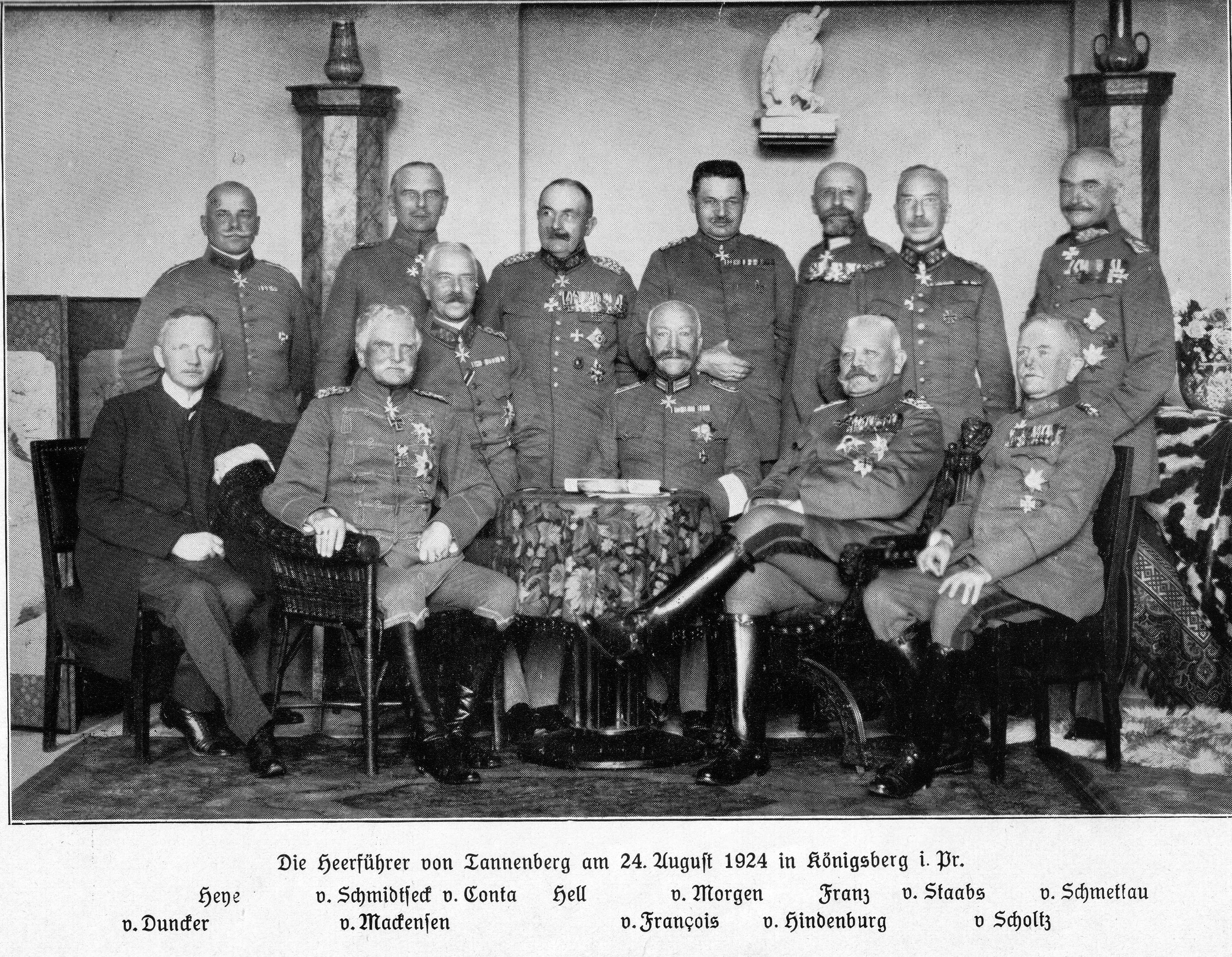
Hermann von François am 10. Jahrestag der Schlacht von Tannenberg

Bei Ausbruch des Ersten Weltkriegs stand das I. Korps im Verband der 8. Armee in Ostpreußen. François erregte schon in den ersten Kriegstagen Aufsehen durch eigenwillige Entscheidungen, die oft Befehlsverweigerungen nahekamen. So postierte er sein Korps gegen die ausdrückliche Anweisung seines Vorgesetzten von Prittwitz direkt an der Grenze und nahm das Gefecht bei Stallupönen auf. Auch leitete er gegen den Befehl durch einen Angriff seines Korps die Schlacht bei Gumbinnen ein, die als taktisches Patt immerhin zu einer Art Propagandaerfolg für die Russen wurde.
Im Laufe der Schlacht von Tannenberg Ende August 1914 verweigerte er zwei Mal direkte Befehle des Oberbefehlshabers der 8. Armee, Hindenburg, und seines Generalstabschefs Ludendorff. Einerseits verzögerte er den Angriff seines Korps bei dem Gefecht von Usdau um zwei Tage, andererseits ignorierte er jeden Befehl, den dann gestarteten Angriff im Zuge einer Konsolidierung zu beschränken. Die Meinungen der Militärgeschichtsschreibung über François’ Beitrag zum Sieg in Ostpreußen gehen auseinander. Manche sehen in seinem Verhalten einen günstigen „Unfall“ innerhalb des Befehlssystems der 8. Armee, andere wie Alexander Solschenizyn in seinem Roman August Vierzehn betrachten ihn als strategischen Visionär. Nach der Schlacht an den Masurischen Seen erhielt er am 8. Oktober 1914 für einen Monat den Oberbefehl der 8. Armee, da er durch sein forsches Vorgehen den Kaiser beeindruckt hatte. Inwieweit sein Verhalten das Verhältnis zu dem als „faktischer Kommandeur“ der Ostfront ihm übergeordneten Generalmajor Ludendorff belastete, ist unklar.
Am 24. Dezember 1914 übernahm er die Führung des neu aufgestellten XXXXI. Reserve-Korps, nach Einsätzen in der Picardie wurde sein Verband im April 1915 nach Galizien verlegt und nahm Anfang Mai im Verband der 11. Armee an der Durchbruchschlacht von Gorlice-Tarnów teil. Hier erhielt er für die Leistung seiner Einheiten den Orden Pour le Mérite verliehen. Nach der Rückeroberung von Lemberg gab er das XXXXI. Reserve-Korps wieder ab, verließ die Ostfront und übernahm am 29. Juni 1915 im Westen die Führung des VII. Armee-Korps. Dieses Korps wurde ab Juni 1916 bei der 5. Armee in der Schlacht um Verdun verwendet. General Francois übernahm Mitte Juli 1916 zudem die Führung der westlichen Angriffsgruppe an der Maas. Wegen seiner Leistungen vor Verdun und dem Einsatz seines Korps in der zweiten Aisneschlacht wurde ihm im Juli 1917 der Pour le Mérite mit Eichenlaub verliehen.
Ende Mai 1918 beteiligte sich sein Korps an der Offensive der 7. Armee im Abschnitt zwischen Soissons und Reims, nach der alliierten Gegenoffensive musste er sein Korps aber Mitte Juni auf Noyon zurücknehmen. Am 6. Juli 1918 gab er die Führung des VII. Korps ab und wurde à la suite des Königin Elisabeth Garde-Grenadier-Regiments Nr. 3 sowie am 14. Oktober 1918 unter Verleihung des Großkreuzes Roten Adlerordens mit Eichenlaub und Schwertern zur Disposition gestellt.
Nach seiner Verabschiedung verfasste François eine Reihe von kriegswissenschaftlichen Schriften, darunter die militärische Biografie des ehemaligen deutschen Kronprinzen Wilhelm, der im Weltkrieg die 5. Armee und ab November 1916 die Heeresgruppe Deutscher Kronprinz befehligt hatte, zu der auch François gehörte. Er wurde für seine wissenschaftlichen Verdienste am 20. Mai 1925 von der Universität Tübingen mit der Ehrendoktorwürde geehrt.

### Familie
Er heiratete am 5. Januar 1878 in Potsdam Elisabeth Emma Olga von Besser (1859–1927). Das Paar hatte einen Sohn:
- Bernhard Hermann (Hardy) (1879–1951), deutscher Schauspieler und Intendanzrat

⚭ 1902 (geschieden) Hedwig Wagner († 1937)
⚭ 1926 Gerda Falke (* 1899)

## Auszeichnungen
- Kronenorden I. Klasse[2]
- Preußisches Dienstauszeichnungskreuz[2]
- Ehrenkomturkreuz des Fürstlichen Hausordens von Hohenzollern[2]
- Komtur II. Klasse des Hausordens Albrechts des Bären[2]
- Kommandeur I. Klasse des Ordens vom Zähringer Löwen[2]
- Bayerischer Militärverdienstorden II. Klasse[2]
- Komtur I. Klasse des Großherzoglich Hessischen Philipps-Ordens[2]
- Ehrenkreuz I. Klasse des Lippischen Hausordens[2]
- Reußisches Ehrenkreuz II. Klasse[2]
- Komtur II. Klasse des Herzoglich Sachsen-Ernestinischen Hausordens[2]
- Ehrenkreuz von Schwarzburg II. Klasse[2]
- Chilenischer Verdienstorden I. Klasse[2]
- Kommandeur des Erlöser-Ordens[2]
- Komtur des Ritterordens der Heiligen Mauritius und Lazarus[2]
- Schwarzer Adlerorden
- Eisernes Kreuz (1914) II. und I. Klasse

## Werke
- Der Deutsche Kronprinz: Der Soldat und Heerführer (Leipzig, Max Koch Verlag, 1926). (Anm.: Der Band bildet ein zweibändiges Gesamtwerk zusammen mit dem zugleich erschienenen, von Georg Freiherr von Eppstein verfassten politisch-biografischen zweiten Band: Der Deutsche Kronprinz: Der Mensch / der Staatsmann / der Geschichtsschreiber.)